# Meridiano 29 E
O meridiano 29 E é um meridiano que, partindo do Polo Norte, atravessa o Oceano Ártico, Europa, Mar Mediterrâneo, África, Oceano Índico, Oceano Antártico, Antártida e chega ao Polo Sul. Forma um círculo máximo com o Meridiano 151 W.
Começando no Polo Norte, o meridiano 29 Este tem os seguintes cruzamentos:
| País, território ou mar        | Notas                                                                       |
| ------------------------------ | --------------------------------------------------------------------------- |
| Oceano Ártico                  |                                                                             |
| Noruega                        | Ilha Kongsøya, Svalbard                                                     |
| Oceano Ártico                  | Mar de Barents                                                              |
| Noruega                        |                                                                             |
| Finlândia                      |                                                                             |
| Noruega                        |                                                                             |
| Rússia                         |                                                                             |
| Finlândia                      |                                                                             |
| Rússia                         |                                                                             |
| Mar Báltico                    | Golfo da Finlândia                                                          |
| Rússia                         |                                                                             |
| Bielorrússia                   |                                                                             |
| Ucrânia                        |                                                                             |
| Moldávia                       | Passa pelo estado não reconhecido mas de facto independente da Transnistria |
| Ucrânia                        |                                                                             |
| Moldávia                       | Cerca de 11 km                                                              |
| Ucrânia                        | Cerca de 7 km                                                               |
| Moldávia                       | Cerca de 4 km                                                               |
| Ucrânia                        |                                                                             |
| Roménia                        |                                                                             |
| Mar Negro                      |                                                                             |
| Turquia                        | Passa a leste de Istambul                                                   |
| Mar de Mármara                 |                                                                             |
| Turquia                        |                                                                             |
| Mar de Mármara                 |                                                                             |
| Turquia                        |                                                                             |
| Mar Mediterrâneo               |                                                                             |
| Egito                          |                                                                             |
| Sudão                          |                                                                             |
| Fronteira entre Abyei e Sudão  | Abyei é controlado pelo Sudão e reclamado pelo Sudão do Sul                 |
| Sudão do Sul                   |                                                                             |
| República Democrática do Congo |                                                                             |
| Ruanda                         |                                                                             |
| República Democrática do Congo | Cerca de 8 km                                                               |
| Burundi                        | Cerca de 4 km                                                               |
| República Democrática do Congo |                                                                             |
| Zâmbia                         | Passa no lago Mweru                                                         |
| República Democrática do Congo |                                                                             |
| Zâmbia                         |                                                                             |
| Zimbabwe                       | Passa no lago Kariba                                                        |
| Botswana                       |                                                                             |
| África do Sul                  | Limpopo Mpumalanga Gauteng Mpumalanga Free State KwaZulu-Natal              |
| Lesoto                         |                                                                             |
| África do Sul                  | Cabo Oriental                                                               |
| Oceano Índico                  |                                                                             |
| Oceano Antártico               |                                                                             |
| Antártida                      | Terra da Rainha Maud, reclamada pela Noruega                                |